# Soroti
Soroti ist eine Stadt im Osten Ugandas mit über 43.312 Einwohnern. Sie ist die Hauptstadt des gleichnamigen Distrikts Soroti und das Zentrum des Volks der Teso.
Die Stadt hatte bis zur Stilllegung der Bahnlinie aufgrund der Übergriffe der LRA, Anschluss an eine Bahnstrecke von Pakwach nach Mbale, die jedoch nur für Güterverkehr genutzt wurde. Zudem existiert eine Flugzeuglandebahn und die einzige militärisch und zivile Flugschule Ugandas.

## Bevölkerungsentwicklung
| Jahr           | Einwohner |
| -------------- | --------- |
| Zensus 1911    |           |
| Zensus 1921    |           |
| Zensus 1931    |           |
| Zensus 1940    |           |
| Zensus 1959    | 7.000     |
| Zensus 1969    |           |
| Zensus 1980    |           |
| Zensus 1991    | 40.970    |
| Zensus 2002    | 41.711    |
| Schätzung 2005 | 43.312    |

## Söhne und Töchter der Stadt
- Geoffrey Oryema (1953–2018), Musiker
- Tarsis Orogot (* 2002), Sprinter